# Spinocalanus terranovae
Spinocalanus terranovae is een eenoogkreeftjessoort uit de familie van de Spinocalanidae. De wetenschappelijke naam van de soort is voor het eerst geldig gepubliceerd in 1975 door Damkaer.